# Silla burbuja
La silla burbuja es una silla diseñada por Eero Aarnio en 1968 en Finlandia. Es hecha de un armazón de acrílico o acero y un cojín de cuero o poliuretano. Es distribuida por Adelta. La silla es suspendida de arriba, dando la sensación de flotar. Es considerada un clásico de diseño industrial y fue un avance en el uso de los plásticos en el diseño de muebles. Se la considera una silla modernista o futurista y a menudo es usada para simbolizar los años 1960.